# Shariff Korver
Shariff Korver (* 7. Dezember 1982 in Caracas) ist ein niederländischer Filmregisseur.

## Leben
Shariff Korver wurde 1982 in Caracas geboren und wuchs auch in Venezuela auf. Sein Vater ist Niederländer. Im Alter von ungefähr 18 Jahren zog Korver in die Niederlande und besuchte dort die Filmschule. Später arbeitete er auch im Vereinigten Königreich.
Sein Film Do Not Hesitate feierte im Juni 2021 beim Tribeca Film Festival seine Weltpremiere und soll im November 2021 in die niederländischen Kinos kommen. Do Not Hesitate wurde von den Niederlanden als Beitrag für die Oscarverleihung 2022 in der Kategorie Bester Internationaler Film eingereicht.
Neben Englisch spricht Shariff Korver Spanisch und Niederländisch und lebt in Amsterdam.

## Filmografie (Auswahl)
- 2009: De weg naar Cádiz
- 2011: No Way Back (Kurzfilm)
- 2013: Mi Kulpa
- 2014: Infiltrant
- 2015: Penoza (Fernsehserie, 5 Folgen)
- 2016: Zwarte tulp (Fernsehserie, 6 Folgen)
- 2018: Fenix (Fernsehserie, 8 Folgen)
- 2021: Do Not Hesitate

## Auszeichnungen
Civis – Europas Medienpreis für Integration
- 2012: Auszeichnung mit dem Young Civis Media Prize (No Way Back)